# Station Martiany
Station Martiany is een spoorwegstation in de Poolse plaats Martiany.